# Scotognapha taganana
Scotognapha taganana är en spindelart som beskrevs av Platnick, Ovtsharenko och Murphy 200. Scotognapha taganana ingår i släktet Scotognapha och familjen plattbuksspindlar.
Artens utbredningsområde är Kanarieöarna. Inga underarter finns listade i Catalogue of Life.